# XRP (criptomoneda)

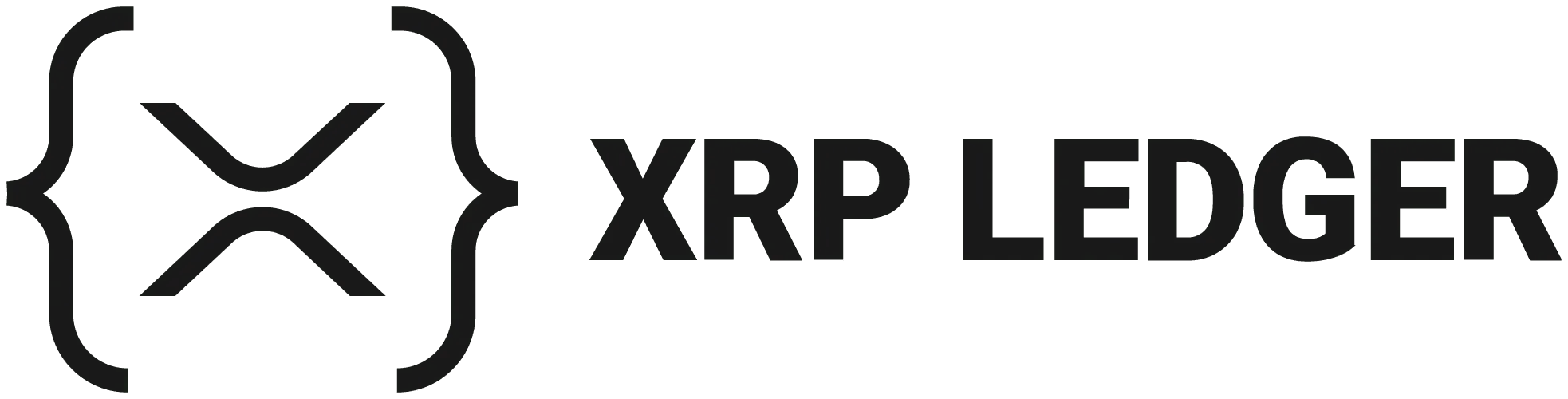
Logo de XRP Ledger

XRP Ledger o simplemente XRP (antes llamado Ripple) es un proyecto de software libre y un protocolo de pagos que persigue el desarrollo de un sistema de crédito basado en el paradigma "red de pares". Cada nodo de la red funciona como un sistema de cambio local, de manera que la totalidad del sistema forma un banco mutualista descentralizado. Algunos consideran que implementada hasta sus últimas consecuencias esta red constituiría un servicio de red social descentralizado basado en el honor y en la confianza entre sus participantes a nivel global (de esta manera, su capital financiero se sustenta en el capital social). Una versión reducida de la red consistiría en una extensión del sistema bancario tradicional en el que existirían rutas de pago alternativas que no dependerían de los bancos centrales.

## Historia

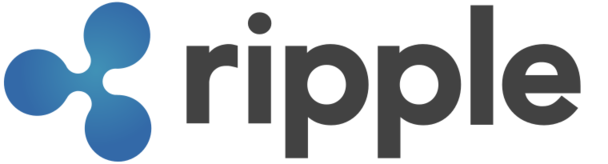
Logo de Ripple Labs, Inc.

El proyecto XRP Ledger (en ese momento conocido como "Ripple"  es lanzado por la compañía Ripple Labs, Inc., fundada por Chris Larsen y Jed McCaleb en Estados Unidos en 2012. En agosto de 2015 Ripple recibió el premio como pionero tecnológico (Technology Pioneer) del Foro económico global.
En ese momento las fichas del sistema eran conocidas como "ripple credits" o "ripples".

### Cambio de nombre y logo
Según el portal de ayuda para desarrolladores de XRP, en mayo de 2018 la comunidad eligió el nombre "XRP" para la criptomoneda para diferenciarla de la empresa que la creó.  El 13 de junio fue anunciado un nuevo logo para el activo producto de dos rondas de votación. El 31 de mayo de 2018 el portal de noticias News.Bitcoin.com publicó un artículo en el que describía los esfuerzos de la comunidad de XRP para que las personas hiciesen una correcta diferenciación entre la marca "Ripple" y la criptomoneda. El 9 de julio de 2018 Ripple Labs publicó una infografía en su portal web aclarando la diferencia, características y relación entre la compañía y la criptomoneda.

## Funcionamiento

### Contexto
Los sistemas monetarios modernos se basan en las obligaciones entre los participantes. Las monedas y los billetes son obligaciones emitidas por el gobierno, mientras que los préstamos son obligaciones personales del prestatario y las cuentas de los bancos son obligaciones del banco, fundamentadas en lo permitido por las leyes y las obligaciones del gobierno. Una obligación tiene valor si el propietario confía en poder recibir el valor de la misma. Así pues, podemos ver la red bancaria como una red basada en confianza.
El método principal para realizar un pago a otro participante del sistema es transfiriendo la propiedad de las obligaciones bancarias de forma electrónica a través de la red bancaria, desde el pagador al cobrador.
La red bancaria es una red jerárquica en la que los bancos son meros intermediarios entre sus clientes, y a su vez, los bancos centrales sirven como intermediarios entre bancos. Esta estructura implica que es muy sencillo establecer una ruta de pago entre cualquier participante, pero está llena de puntos de fallo, los cuales también podrían considerarse como puntos únicos de control.
El sistema de XRP genera ingresos principalmente mediante su sistema, lo que les permite a los bancos realizar transacciones entre ellos prescindiendo de la necesidad de los bancos centrales.

### Principios
La idea clave del sistema XRP Ledger es que debe ser posible enrutar pagos a través de redes basadas en confianza abiertas, de manera similar a como Internet enruta los paquetes de datos a través de redes de ordenadores abiertas y arbitrarias. Las ventajas de este sistema sería una menor dependencia de instituciones que reclaman la autoridad para tomar decisiones respecto a la política monetaria de todo un país. En este caso, todos los participantes tomarían en cierto grado parte de las decisiones del sistema, de una manera mucho más democrática. Esta alternativa sería en teoría mucho más solidaria y daría una mejor respuesta a las necesidades de las regiones y la comunidad en general. Algunos consideran que como consecuencia de esto no haría falta una jerarquía institucional altamente regulada para controlar a los participantes centrales, como ocurre en Internet. Adicionalmente la red de XRP podría seguir funcionando aunque se perdieran muchos de sus nodos.
El objetivo del protocolo de XRP no es impedir que existan estructuras de pago jerárquicas, únicamente permite que aparezcan otras estructuras como alternativas. 

### Comparación con otros sistemas de pago alternativos
Aunque existen sistemas alternativos a la banca tradicional y a los bancos centrales como los procesadores de pago y los sistemas de cambio locales, el sistema de XRP se diferencia de ellos al igual que otras criptomonedas como Bitcoin, Bitcoin Cash, Litecoin, Ethereum y Dash debido a que trata a todos los participantes como iguales. Tanto los procesadores de pago como los sistemas de cambio locales se basan en una autoridad central que define sus políticas de forma centralizada y se encarga de procesar los pagos entre los "nodos hoja", mientras que en XRP Ledger ningún nodo tiene mayor capacidad que el resto.
En cierta forma, cada nodo de XRP es como un sistema de cambio local o procesador de pagos en sí mismo. La utilidad del protocolo XRP es conectar los sistemas de pago tradicionales y alternativos en una sola red.

## Opiniones
El sitio web Dealbook que pertenece a New York Times, en 2014 señaló que “Ripple conquista lo que resultó ser difícil en alcanzar para las divisas virtuales: participación de los jugadores de mainstream en el sistema financiero”. En abril de 2015 American Banker afirmó que “desde el punto de vista de los bancos los registros distribuidos, tales como el sistema Ripple tienen una serie de ventajas en comparación con criptomonedas, tales como el bitcoin”, incluyendo la seguridad.